# Bobbi Martin

Erfolg mit
For the Love of Him
auf United Artists

Bobbi Martin (* 29. November 1943 als Barbara Anne Martin in Brooklyn, New York City; † 2. Mai 2000 in Baltimore, Maryland) war eine US-amerikanische Country- und Popsängerin und Songwriterin. Sie kam in den 1960er und 1970er Jahren zu mehreren Plattenerfolgen.

## Laufbahn
Martin wuchs als uneheliches Kind einer Armeeangehörigen bei ihrer Großmutter in Baltimore auf. Dort trat sie bereits mit 15 Jahren in einem kleinen Klub als Sängerin auf. Mit 17 zog sie nach New York und begann dort bei einer Gewerkschaft zu arbeiten. 1960 nahm sie als „Bobbi Martin“ ihre erste Single-Schallplatte bei der kleinen New Yorker Plattenfirma Maypole auf. Ein Jahr später erhielt sie einen Plattenvertrag bei Coral Records, wo bis 1967 18 Singles und zwei Langspielplatten veröffentlicht wurden. Unter ihnen waren drei Titel, die sich in den Hot 100 des US-Musikmagazins Billboard platzieren konnten. Am besten schnitt der Song Don't Forget I Still Love You ab, der 1964 Rang 19 erreichte. Noch größer war der Erfolg mit dem Titel For the Love of Him, der 1969 bei United Artists erschien und in den Hot 100 den 13. Platz erreichte. Er erschien auch in zahlreichen anderen Ländern und wurde von Shirley Bassey gecovert. Bis 1973 veröffentlichte Martin insgesamt über 30 Singles und acht Langspielplatten. Sie hatte mehrere Auftritte in der Fernsehshow American Bandstand und sang in den Nachtclubs von Las Vegas. Sie ging mit Bob Hope auf Tour und beteiligte sich an Tourneen im Ausland. Neben ihrer Gesangskarriere betätigte sich Martin auch als Songwriter. Die meisten Titel schrieb sie für sich selbst, darunter ihre Hits For The Love Of Him und I Can't Stop Thinking of You. Ab 1971 bekam sie Schwierigkeiten mit ihren Stimmbändern, die sie schließlich zwangen, sich für Jahre aus dem Musikgeschäft zurückzuziehen. Ein Comebackversuch mit der Disco-Single Man Was Made to Love Woman für Green Menu Records wurde 1975 kaum wahrgenommen.
Martin starb im Jahr 2000 in ihrer Heimatstadt Baltimore an Lungenkrebs.

## Diskografie

### Langspielplatten
| Titel                         | Katalog-Nr.         | veröffentl. |
| ----------------------------- | ------------------- | ----------- |
| Don’t Forget I Still Love You | Coral 57472         | 01/1965     |
| I Love You So                 | Coral 57478         | 06/1965     |
| Harper Valley P.T.A.          | United Artists 6668 | 10/1968     |
| For The Love Of Him           | United Artists 6700 | 03/1969     |
| With Love                     | United Artists 6755 | 1970        |
| Thinking of You               | Sunset 5319         | 1970        |
| Have You Ever Been Lonely     | Vocalion 73906      | 1970        |
| Tomorrow                      | Buddah 5090         | 09/1971     |

### Singles
| A/B-Seite                                              | Katalog-Nr.    | veröffentl. |
| ------------------------------------------------------ | -------------- | ----------- |
|                                                        | Maypole        |             |
| I’ll Wait Forever / Is It True                         | 502            | 1960        |
|                                                        | Coral          |             |
| I Need Your Love / Cry, Cry, Cry                       | 62263          | 03/1961     |
| Wooden Heart / Why Should I Cry                        | 62285          | 07/1961     |
| Forgive Me / Tired and Blue                            | 62321          | 04/1962     |
| Afraid / Brenda, Brenda                                | 62340          | 10/1962     |
| I’ll Never Stop Loving You / Why, Tell Me Why          | 62351          | 04/1963     |
| "A", You're Adorable / A Girl’s Prayer                 | 62384          | 10/1963     |
| I’m a Fool / Does Your Heart Hurt a Little             | 62410          | 04/1964     |
| Don’t Forget I Still Love You / On the Outside         | 62426          | 10/1964     |
| I Can’t Stop Thinking of You / A Million Thanks to You | 62447          | 03/1965     |
| When Will the Torch Go Out / I Love You So             | 62452          | 05/1965     |
| Holding Back the Tears / I Don’t Want to Love          | 62457          | 08/1965     |
| Auf Wiedersehn Good Bye / There Are No Rules           | 62466          | 10/1965     |
| Tryin’ to Get You Offa’ My Mind / Just One Time        | 62472          | 12/1965     |
| Something on My Mind / Don’t Take It Out on Me         | 62475          | 02/1966     |
| Sometimes / I Can Give You Love                        | 62485          | 06/1966     |
| It’s a Sin to Tell a Lie / Oh, Lonesome Me             | 62488          | 09/1966     |
| Just As Much as Ever / You Have No Idea                | 62503          | 12/1966     |
| Anytime / How Long                                     | 62512          | 1967        |
|                                                        | Stop           |             |
| Phantom of the Phone / I’d Rather be Alone             | 113            | 1967        |
|                                                        | United Artists |             |
| Would You Believe / Only You                           | 50253          | 12/1967     |
| Before You / A Man and a Woman                         | 50297          | 04/1968     |
| Harper Valley P.T.A. / He Called Me Baby               | 50443          | 08/1968     |
| I Think of You / I Love Him                            | 50456          | 10/1968     |
| Tennessee Waltz / Your Cheatin' Heart                  | 50523          | 04/1969     |
| For the Love of Him / I Fall to Pieces                 | 50602          | 10/1969     |
| For the Love of Him / I Think of You                   | 50602          | 10/1969     |
| Give a Woman Love / Goin’ South                        | 50687          | 06/1970     |
| What Greater Love / No Love at All                     | 50728          | 10/1970     |
|                                                        | Buddah         |             |
| No Love at All / A Place for Me                        | 217            | 02/1971     |
| Devotion / A Place for Me                              | 227            | 05/1971     |
| Tomorrow / Sentimental Journey                         | 253            | 09/1971     |
| Something Tells Me / Give Me a Star                    | 286            | 02/1972     |
|                                                        | MGM            |             |
| How Lonely Is Only a Word / Smile for Me               | 14587          | 06/1973     |

## Chartplatzierungen

### Alben
| Jahr | Titel                         | Höchstplatzierung, Gesamtwochen, AuszeichnungChartsChartplatzierungen (Jahr, Titel, Platzierungen, Wochen, Auszeichnungen, Anmerkungen) | Anmerkungen |
| Jahr | Titel                         | US | Anmerkungen |
| ---- | ----------------------------- | --- | ----------- |
| 1965 | Don’t Forget I Still Love You | US127 (5 Wo.)US |             |
| 1969 | For The Love of Him           | US176 (4 Wo.)US |             |

### Singles
| Jahr | Titel Album                                | Höchstplatzierung, Gesamtwochen, AuszeichnungChartsChartplatzierungen (Jahr, Titel, Album, Platzierungen, Wochen, Auszeichnungen, Anmerkungen) | Anmerkungen |
| Jahr | Titel Album                                | US | Anmerkungen |
| ---- | ------------------------------------------ | --- | ----------- |
| 1964 | Don’t Forget I Still Love You              | US19 (12 Wo.)US |             |
| 1965 | I Can’t Stop Thinking of You I Love You So | US46 (8 Wo.)US |             |
| 1965 | I Love You So                              | US70 (7 Wo.)US |             |
| 1970 | For The Love of Him                        | US13 (14 Wo.)US |             |
| 1970 | Give a Woman Love With Love                | US91 (1 Wo.)US |             |